# خانه ابوطالبی
خانه ابوطالبی مربوط به دوره قاجار است و در ابرکوه، میدان امام حسین، خیابان شهید باهنر، کوچه بافت قدیم، جنب حسینیه دروازه میدان واقع شده و این اثر در تاریخ ۱۶ دی ۱۳۸۷ با شمارهٔ ثبت ۲۴۴۱۱ به‌عنوان یکی از آثار ملی ایران به ثبت رسیده است.